# Širokolisni rogoz
Širokolisni rogoz  (lat.Typha latifolia) vodena je biljka iz roda rogoza (Typha). Udomaćena je u obje Amerike, Euroaziji i Africi. Izvan ovog areala biljka je raširena kao invazivan korov. 
Naraste od 1 do 2,5 ili čak tri metara visine. Listovi su naizmjenični, plavkastozeleni, dugi do dva metra, širine do 4 cm. Prepoznatljivi su mu smeđi valjkasti cvatovi oblika klipa kukuruza, koji kada se rasprsnu, njegove dlačice lete zrakom poput maslačka, a mogu služiti za punjnje jastuka i kao zvučna izolacija.
Podanak je debeo, raste u mulju, jestiv je (sirov ili kuhan) i bogat škrobom, a od njega može se raditi i brašno. Jestivi su i mladi izdanci.

## Sinonimi
- Massula latifolia (L.) Dulac
- Typha ambigua Schur ex Rohrb.
- Typha crassa Raf.
- Typha elatior Boreau
- Typha elatior Raf.
- Typha elongata Pauquy
- Typha elongata (Dudley) Dudley
- Typha engelmannii A.Br. ex Rohrb.
- Typha intermedia Schur
- Typha latifolia f. divisa Louis-Marie
- Typha latifolia var. elongata Dudley
- Typha latifolia subsp. eulatifolia Graebn.
- Typha latifolia var. obconica Tkachik
- Typha latifolia var. typica Rothm.
- Typha major Curtis
- Typha media Pollini
- Typha palustris Bubani
- Typha pendula Fisch. ex Sond.
- Typha remotiuscula Schur
- Typha spathulifolia Kronf.

## Vanjske poveznice
PFAF database Typha latifolia